# La Vanité
Pour plus de détails, voir Fiche technique et Distribution.
La Vanité est un film dramatique franco-suisse réalisé par Lionel Baier et sorti en 2015.

## Synopsis
C'est une comédie sur le suicide assisté.
« Toute ma vie j’ai fait ce que je voulais, et pour ma mort j’exige que ce soit la même chose ! ».
David Miller, veuf, âgé et malade, veut en finir avec sa vie et, pour mettre toutes les chances de son côté, a recours à une association d’aide au suicide. Cependant ses plans ne se dérouleront pas du tout comme prévu. Mais Esperanza, l’accompagnante bénévole, ne semble pas très bien connaître la procédure. David Miller tente de convaincre Tréplev, un prostitué russe occupant la chambre voisine, d’être le témoin de son dernier souffle comme exigé par la loi suisse. Le temps d’une nuit, ils vont  découvrir que le goût des autres, le désir, peut-être l’amour ... sont des sentiments drôlement tenaces.

## Fiche technique
- Titre : La Vanité
- Réalisation : Lionel Baier
- Scénario : Lionel Baier et Julien Bouissoux
- Photographie : Patrick Lindenmaier
- Montage : Jean-Christophe Hym
- Décors : Anne-Carmen Vuilleumier
- Costumes :
- Musique : Dimitri Chostakovitch et Claude Nougaro
- Producteur : Frédéric Mermoud, Estelle Fialon et Agnieszka Ramu
  - Coproducteur : Yaël Fogiel et Laetitia Gonzalez
- Société de production : Bande à Part Films, Les Films du poisson, RTS et SRG SSR
- Distributeur : Happiness Distribution
- Pays d'origine :  France et  Suisse
- Genre : drame
- Durée : 75 minutes
- Date de sortie :
  -  France : 
    - 18 mai 2015 (Cannes)
    - 2 septembre 2015

## Distribution
- Patrick Lapp : David Miller
- Carmen Maura : Esperanza
- Ivan Georgiev : Tréplev
- Adrien Barazzone
- Stéphanie Blanchoud
- Stéphanie Chuat
- Véronique Reymond
- Thibault de Chateauvieux
- Lionel Baier : un client de Tréplev
- Nina Théron

## Distinctions
- Queer Lisboa 2016 :
  - Prix du public Queer Porto